# Gertrud Törnell
Gertrud Törnell, född Weber den 21 september 1864 i Stockholm, död den 19 december 1945, var en svensk högerkvinna. Hon var dotter till major August Dagobert Weber och ingick 1905 äktenskap med Ernst Reinhold Törnell (1865–1948), kanslisekreterare i Ecklesiastikdepartementet.
Törnell var rit- och arkivbiträde vid Väg- och vattenbyggnadsstyrelsen 1901–1910, var vice ordförande i Föreningen av kvinnor i statens tjänst 1908–1910 och sekreterare i föreningen Dagny 1910–1913. Hon var biträdande kommittésekreterare i Föreningen för välgörenhetens ordnande (FVO) 1910–16 och kretsombud för barnavårdsnämnden i Stockholm 1913–1934. Hon var ledamot av yrkeskommittén för Årstautställningen, vilken ingick i Baltiska utställningen i Malmö 1914. 
Törnell var ledamot av Fredrika-Bremer-förbundets styrelse 1915–1935, av Stockholms stadsfullmäktige och ett flertal av stadens nämnder och styrelser 1917–1927 samt ledamot av Allmänna valmansförbundets kvinnoråd och dess arbetsutskott 1920–1932. Åren 1917–1921 var hon vice ordförande i Moderata kvinnliga rösträttsföreningen. Bland hennes skrifter märks Ansvar: Moderata kvinnors synpunkt på rösträttsfrågan (1917).
Makarna Törnell är begravda på Norra begravningsplatsen utanför Stockholm.